# Halicampus boothae
Halicampus boothae es una especie de pez de la familia Syngnathidae en el orden de los Syngnathiformes.

## Morfología
Los machos pueden alcanzar 17,5 cm de longitud total.

## Reproducción
Es ovovivíparo y el macho transporta los huevos en una bolsa ventral, la cual se encuentra debajo de la cola.

## Hábitat
Es un pez de mar y de clima tropical y asociado a los arrecifes de coral que vive entre 3-30 m de profundidad.

## Distribución geográfica
Se encuentra en las Comoras, Honshu (Japón), la Isla Lord Howe, la Isla Norfolk las Islas Chesterfield y Tonga.